# ونن
ونن (بالفارسية: ونن) هي منطقة سكنية تقع في إيران في Khvoresh Rostam-e Shomali Rural District. يقدر عدد سكانها بـ 18 نسمة .